# Liedermeerspark

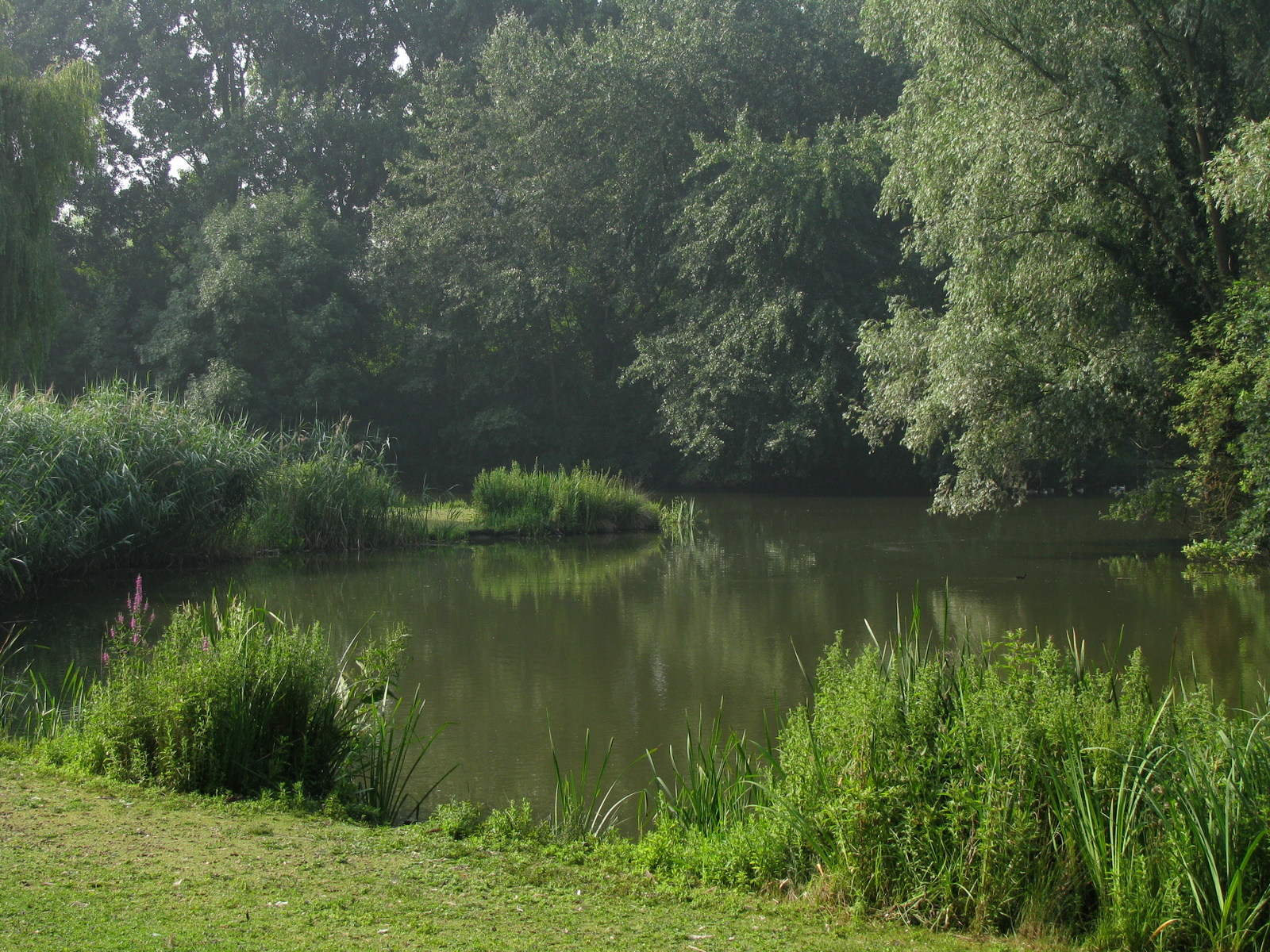
Detail van Liedermeerspark

Het Liedermeerspark is een park in de Belgische gemeente Merelbeke in de provincie Oost-Vlaanderen.

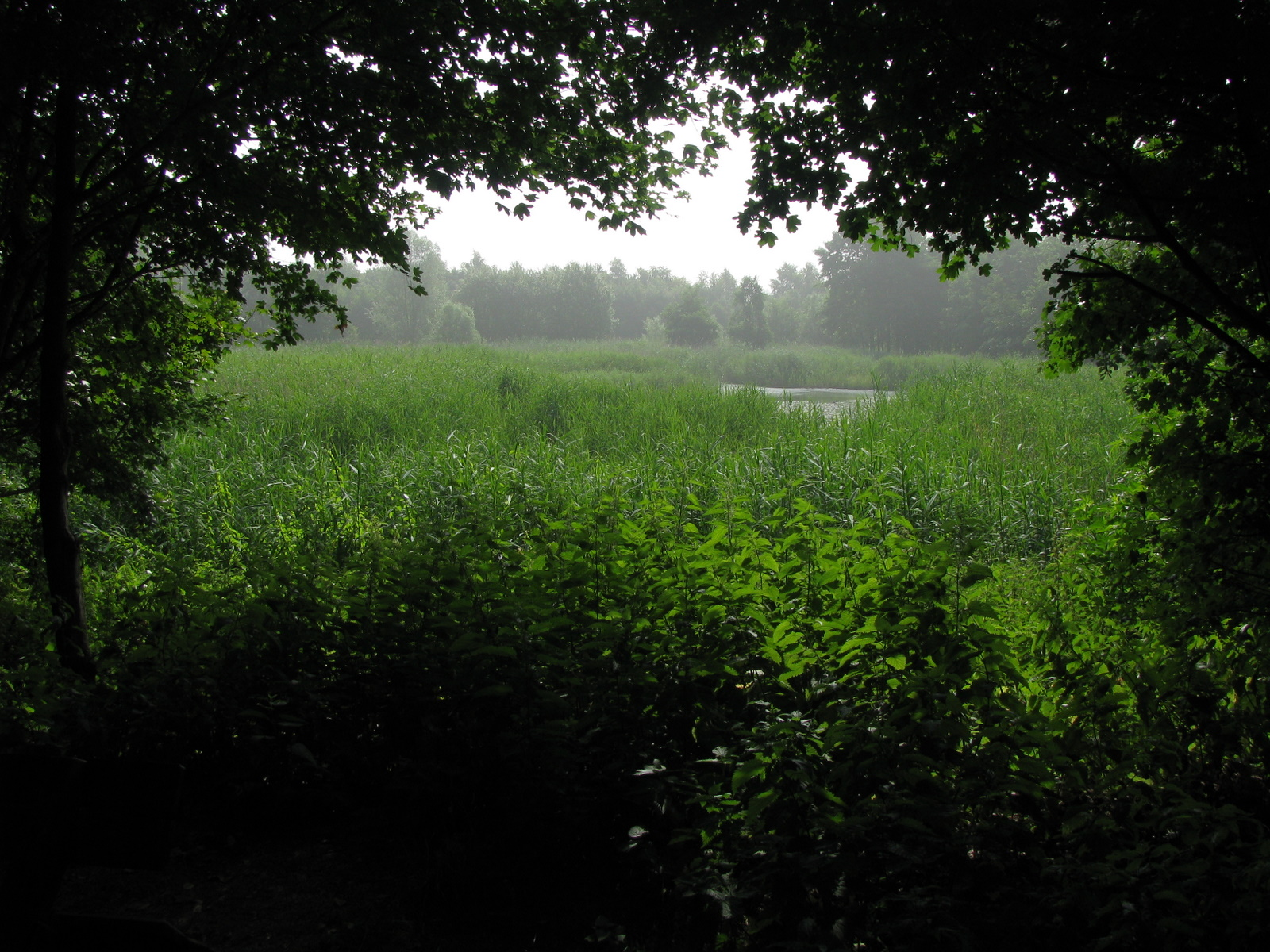
Detail van Liedermeerspark

## Beschrijving
Het Liedermeerspark werd op het einde van de jaren '80 aangelegd rondom enkele afgesneden meanders van de Bovenschelde. In de jaren '90 werd het noordelijk deel van het park ontwikkeld. Het park is 25 hectare groot. Het ligt in de Merelbeekse wijk Flora, grenzend aan de Bovenschelde.  Aan de overzijde, op Gents grondgebied, ligt een industriegebied en de Ghelamco Arena. Net ten noorden van het park bevindt zich dan weer het vogelopvangcentrum van Merelbeke.

## Geschiedenis
Het Liedermeerspark is ontstaan onder impuls van Paul Martens, schepen van ruimtelijke ordening en milieubeleid in Merelbeke van 1977 tot 1997.